# Burgnac
Burgnac (tiếng Occitan: Burnhac) là một xã của tỉnh Haute-Vienne, thuộc vùng Nouvelle-Aquitaine, miền trung nước Pháp.